# Mike Purcell (rugbista)
Michael Purcell (Erie, 6 de diciembre de 1951) es un exjugador estadounidense de rugby que se desempeñaba como wing.

## Selección nacional
Fue convocado a las Águilas por primera vez en mayo de 1980 para enfrentar a los Dragones rojos y disputó su último partido en junio de 1987 ante el XV de la Rosa. En total jugó 14 partidos y marcó cuatro tries (16 puntos por aquel entonces).

### Participaciones en Copas del Mundo
Solo disputó una Copa del Mundo: Nueva Zelanda 1987 donde las Águilas fueron eliminados en fase de grupos. Purcell jugó todos los partidos y se retiró del seleccionado al finalizar la participación estadounidense en el torneo.
| Mundial                       | Sede          | Resultado    | PJ | Tries |
| ----------------------------- | ------------- | ------------ | -- | ----- |
| Copa Mundial de Rugby de 1987 | Nueva Zelanda | Primera fase | 3  | 2     |